# Paris United
Paris United est une franchise française de la World series of boxing basée à Paris. Elle a remporté le 7 mai 2011 la première édition de cette compétition.

## Historique
Le Paris United fait partie 12 franchises originelles de la World series of boxing. Elle est la propriété de l'ancien champion olympique de boxe anglaise, Brahim Asloum.
Lors de cette première saison de la WSB (2010-2011), le Paris United sort premier de la zone Europe et atteint ainsi les demi-finales. Opposé à l'équipe de la zone Asie des Baku Fires, l'équipe parisienne est battue 4-1 en Azerbaïdjan mais s'impose 5 victoires à 0 le 16 avril 2011 à Levallois-Perret. Elle se qualifie ainsi pour la finale qu'elle remporte le 7 mai 2011 aux dépens des Astana Arlans par 4 victoires à 1.
Quart de finaliste l'année suivante, la franchise doit renoncer en septembre 2012 après avoir été déclarée en liquidation judiciaire.

## Palmarès
- 2010-2011 : Champion
- 2011-2012 : Quart de finaliste

## Effectif 2010-2011
- Poids coqs : John Joe Nevin, Giorgi Kilanva, Nordine Oubaali
- Poids légers : Rachid Azzedine, Arthur Schmidt, Radouane Fahrany
- Poids moyens : Alexis Vastine, Michel Tavares, Stéphane Cuevas
- Poids mi-lourds : Ludovic Groguhe, Sep Hrvoje, Abdelkadher Bouhenia
- Poids lourds : Philip Hrgovic, Tony Yoka, Zied Jouini